# A Parks and Recreation Special
«A Parks and Recreation Special» es un episodio especial de la serie de televisión de comedia estadounidense Parks and Recreation, emitido por NBC el 30 de abril de 2020. Tras finalizada la serie en 2015, el elenco original decidió participar en una campaña de apoyo a la organización Feeding America en el marco de la pandemia de COVID-19 en Estados Unidos, donde los actores volvieron a representar sus roles.
Si bien la serie había terminado originalmente sin planes de reiniciarse, Schur decidió crear un nuevo episodio en respuesta a la pandemia. Los miembros principales del elenco del programa, junto con varios personajes recurrentes, regresaron para el especial. Se produjo en tres semanas, todo el trabajo se realizó de forma remota y el elenco grabó sus partes individualmente.
En su transmisión original, el episodio fue visto por 3,67 millones de espectadores y fue el programa de mayor audiencia de la noche en el grupo demográfico de 18 a 49 años. Recibió elogios de la crítica, particularmente por su corazón y su naturaleza reconfortante, y recaudó al menos 3 millones de dólares para Feeding America.

## Sinopsis
Bobby Newport (Paul Rudd) presenta el especial desde el campo de caza de zorros de su familia en Suiza. Se revela que no está al tanto de la pandemia de COVID-19 y se sorprende cuando el camarógrafo se lo dice.
En medio de la cuarentena en curso, Leslie Knope (Amy Poehler) se acerca a sus amigos como parte de su cadena de llamadas telefónicas diarias. Cada personaje ofrece un vistazo a su vida cotidiana:
- Leslie, directora regional del Servicio de Parques Nacionales, dirige varios comités que creó como parte de la respuesta a la cuarentena.
- Ben (Adam Scott), un congresista que, luego de intoxicarse con productos de limpieza, ha decidido hacer una película de animación con plastilina basada en su juego de mesa «The Cones of Dunshire», pero luego vuelve en sí y abandona el proyecto.
- Ron (Nick Offerman) está en su cabaña; cree que las conversaciones diarias de Leslie con él son innecesarias. Más tarde muestra que su exesposa Tammy 2 (Megan Mullally) se ha escabullido hasta su cabaña y ahora está atada hasta que pueda entregarla a las autoridades.
- April (Aubrey Plaza) puso la ropa de Andy y de ella en una bolsa y saca al azar cinco prendas para usar cada día.
- Andy (Chris Pratt) se ha encerrado en su sótano por accidente durante más de dos días.
- Chris (Rob Lowe) dona sangre con regularidad debido a su excelente salud.
- Ann (Rashida Jones) ha vuelto a trabajar como enfermera y, debido a ello, se encuentra aislada de Chris y sus hijos.
- Se suponía que Tom (Aziz Ansari) estaría en Bali como parte de una gira de libros, pero fue cancelada, por lo que simplemente se sienta frente a una pantalla verde con una imagen de Bali.
- Donna (Retta) expresa su apoyo a los profesores después de ver por lo que ha estado pasando su esposo.
- Garry (Jim O'Heir), a quien los demás habían evitado llamar, explica los desafíos que enfrentó como alcalde de Pawnee mientras jugaba accidentalmente con la configuración de su cámara.

Leslie y Ben aparecen en el programa de entrevistas de Joan Callamezzo (Mo Collins). Los dos rápidamente se dan cuenta de que Joan se está volviendo loca en medio de su aislamiento. También aparecen en el programa de Perd Hapley (Jay Jackson), donde enfatizan la importancia de mantenerse conectados con los demás. Andy hace una aparición en el programa de Perd como su personaje Johnny Karate para tranquilizar a los niños sobre la situación. Los anuncios ficticios muestran varios otros personajes:
- Dennis Feinstein (Jason Mantzoukas) promueve una colonia que supuestamente mata todos los virus pero parece insegura.
- Jeremy Jamm (Jon Glaser) anuncia que está comenzando la "entrega dental a domicilio" (es decir, entregar el equipo dental a las casas y luego guía al paciente a través de cualquier procedimiento que necesite).
- Jean-Ralphio Saperstein (Ben Schwartz) acaba de ganar un acuerdo después de ser atropellado por un automóvil y usa el dinero para ejecutar un comercial que muestra su número de teléfono personal para que la gente pueda llamarlo porque está aburrido.

Leslie le dice a Ron que a pesar de sus llamadas diarias, todavía extraña a sus amigos. Para animarla, Ron hace arreglos para que los demás se unan a una llamada grupal y le cantan «5,000 Candles in the Wind». Leslie agradece a Ron por el gesto.

## Producción
En abril de 2020, durante la pandemia de COVID-19, NBC anunció que transmitirían un episodio especial de la serie, centrado en Leslie tratando de mantenerse conectada con los otros residentes de Pawnee durante el distanciamiento social. El elenco de la serie, que incluye a Amy Poehler, Rashida Jones, Aziz Ansari, Nick Offerman, Aubrey Plaza, Chris Pratt, Adam Scott, Rob Lowe, Jim O'Heir y Retta, regresaron para el especial, que benefició a la campaña de alimentación COVID de Feeding America.
El episodio fue escrito por el cocreador de la serie Michael Schur junto con Megan Amram, Dave King, Joe Mande, Aisha Muharrar, Matt Murray y Jen Statsky, y fue dirigido por Morgan Sackett. Fue grabado por cada uno de los actores en sus casas usando iPhones. El equipo de efectos visuales de la serie The Good Place (también creado por Schur) proporcionó efectos visuales en el especial para ayudar a "hacer que pareciera que no todos estaban sentados solos en sus casas mirando sus computadoras", como el elenco no interactuó en la realidad.
Debido al aislamiento de la pandemia, Schur y los otros escritores necesitaban idear razones por las que las parejas casadas estaban en lugares separados: Leslie, adicta al trabajo, se quedaba en la oficina; Andy se encontraba encerrado en su sótano y Ann se aislaba a sí misma debido a su trabajo como enfermera. Debido a que Offerman y Mullally están casados en la vida real, Tammy 2 podría hacer un cameo en las escenas de Ron.

## Recepción

### Calificaciones
En su emisión original, «A Parks and Recreation Special» fue visto por 3,67 millones de espectadores estadounidenses y logró una calificación de 1,4 en el grupo demográfico 18-49, aproximadamente a la par con el final de la serie cinco años antes. El episodio ocupó el primer lugar entre los adultos de 18 a 49 por la noche y le dio a NBC la mejor calificación en ese grupo demográfico para una comedia de jueves en esa temporada.  Un especial del Paley Center for Media, que se emitió antes del episodio, fue visto por 3,33 millones de espectadores con una calificación de 1,3 entre los adultos de 18 a 49 años. El episodio también recaudó USD$ 28 millones para el Fondo de Respuesta COVID de Feeding America.

### Respuesta crítica
El episodio recibió elogios de la crítica. En Rotten Tomatoes, tiene una calificación de aprobación de 100% basado en 26 reseñas, con una calificación promedio de 8,67/10. El consenso del sitio web dice: «Contra todo pronóstico, el encantador elenco y el equipo de Parks and Recreation logran una reunión socialmente distante que es cálida, divertida y muy, muy especial».  En Metacritic, el episodio tiene una puntuación de 89 sobre 100 basado en 14 críticas, lo que indica «aclamación universal».
Dennis Perkins de The A.V. Club le dio al episodio una A–, escribiendo que era un episodio necesario con «calidez, risas y esperanza». La publicación siguió a esto con una mesa redonda de varios de sus críticos que explicaron lo que más les gustó del humor: Alex McLevy calificó el episodio como «profundamente satisfactorio», Patrick Gomez se puso a llorar y Shannon Miller señaló: «Las ciudades ficticias vienen y vaya, pero para mí, Pawnee, Indiana siempre albergó una cualidad especialmente idílica que la colocó tan lejos de la realidad».